# Надино
На́дино (рос. Надино) — село в Тосненському районі Ленінградської області, Росія.